# 陳汝咸
陳汝咸，后世有误作陳汝成，1658年—1716年，清初著名廉吏，并是学者。字莘学，号心斋，又记字华学，人称月湖先生，宁波府鄞县人。

## 生平
父亲陈锡嘏为当地名儒学者，曾在甬上证人书院讲学，陳汝咸年少时就随父在书院学习，获得书院创办人大儒黄宗羲的赞赏，称其为：“此程门之杨迪，朱门之蔡沈也”。康熙三十年（1691年），举会试第一，后连捷殿試考中二甲第四名进士。选庶吉士，散馆授福建漳浦知縣。康熙四十八年內遷刑部主事，擢御史，康熙五十二年歷鴻臚寺少卿、大理寺少卿。
外任福建省漳浦知縣，长达十八年，另称十三年。任上颇多惠政，当地百姓建生祠祭祀。康熙四十七年（1708年），调任南靖县知县。康熙四十八年（1709年），入京任刑部主事。后授廣西道監察御史，任上向康熙皇帝奏陳臺灣改革事宜。再任通政使参议。康熙五十三年（1714年），赴甘肃赈灾，卒于任上。

## 代表著作
- 康熙三十九年（1700年）陳氏修《漳浦縣志》，其中赋税为其亲笔，记录了地方财政第一手资料，为宝贵史料[2]。
- 《兼山堂遗稿》
- 《漳浦政略》[4]